# Contre-la-montre masculin de cyclisme sur route aux Jeux olympiques d'été de 2008
Navigation
Athènes 2004 Londres 2012
Le contre-la-montre masculin de cyclisme sur route, épreuve de cyclisme des Jeux olympiques d'été de 2008, a lieu le 13 août 2008 sur le Vélodrome urbain sur route de Pékin (l'un des huit sites temporaires prévus pour ces Jeux). La course est remportée par le Suisse Fabian Cancellara.

## Favoris
Parmi les favoris pour la victoire on retrouve Cancellara, le champion du monde contre-la-montre en titre, l'Allemand Stefan Schumacher double vainqueur du contre-la-montre lors du Tour de France 2008, où il a battu Cancellara et d'autres favoris comme l'Américain David Zabriskie et les Australiens Michael Rogers et Cadel Evans. L'Américain Levi Leipheimer, l'Espagnol Alberto Contador, l'Italien Marzio Bruseghin et le Russe Denis Menchov sont également en lice pour le podium.

## Présentation
La course contre-la-montre masculine a lieu sur un parcours vallonné de 47,6 kilomètres. Les coureurs parcourent deux tours de 23,8 kilomètres chacun, contenant chacune une montée de 305 mètres environ, suivie d'une descente de longueur égale. Les 39 coureurs du contre-la-montre sont répartis en trois groupes, les départs étant séparés d'une heure entre chacun des groupes. La plupart des favoris pour les médailles sont placés dans le dernier groupe. Chaque coureur s'élance une minute et trente secondes après le coureur le précédant.

## Récit de la course
Le leader à l'issue du premier groupe de 13 est le Canadien Svein Tuft, qui a terminé le parcours en 1 h 04 min et 39 secondes. Il devance de 23 secondes le concurrent le plus proche, le Néerlandais Robert Gesink. Ils sont encore en tête après le passage du deuxième groupe, qui comprenait notamment David Zabriskie et Denis Menchov, deux coureurs considérés comme aspirants au podium, mais qui ont terminé assez loin.
Les médaillés sont tous présents dans le troisième groupe. Le Suédois Gustav Larsson est le premier à battre Tuft, il le précède de près de deux minutes. Le coureur après Larsson, l'Américain Levi Leipheimer, réalise un temps de 36 secondes plus lent que Larsson, mais prend la deuxième place provisoire. Le grand favori, le champion du monde suisse Fabian Cancellara, s'élance le dernier. Il est derrière Larsson lors du dernier chrono intermédiaire (six secondes de retard), mais il finit par gagner la médaille d'or par une marge de 33 secondes. L'autre principal favori, l'Allemand Stefan Schumacher, termine à plus de trois minutes de Cancellara ; il sera en 2009 disqualifié de cette épreuve pour dopage.

## Classement final

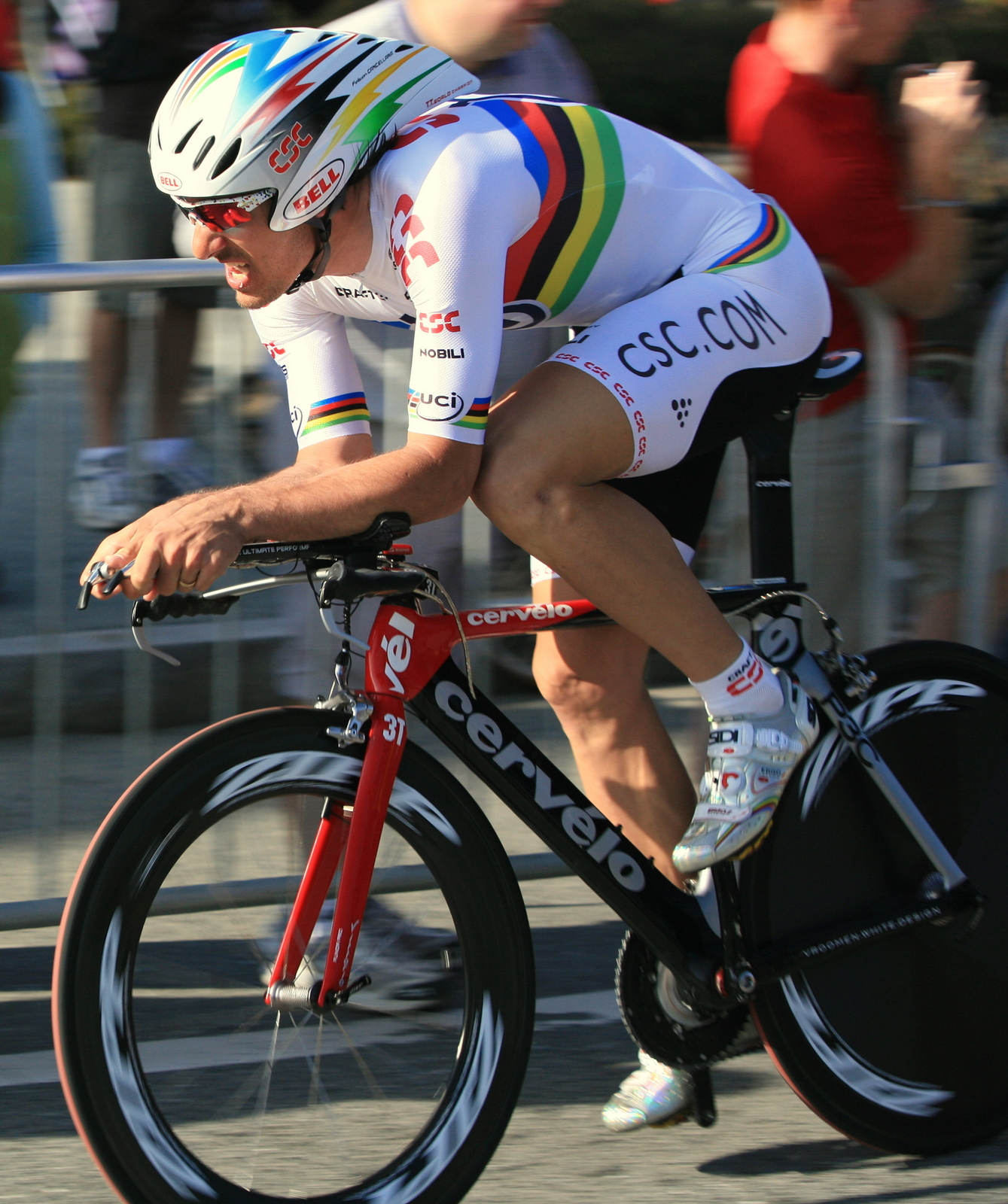
Le champion olympique Fabian Cancellara.

| Rang               | Cycliste             | Pays            | Temps           |
| ------------------ | -------------------- | --------------- | --------------- |
| Médaille d'or      | Fabian Cancellara    | Suisse          | 1 h 02 min 11 s |
| Médaille d'argent  | Gustav Larsson       | Suède           | 1 h 02 min 44 s |
| Médaille de bronze | Levi Leipheimer      | États-Unis      | 1 h 03 min 21 s |
| 4                  | Alberto Contador     | Espagne         | 1 h 03 min 29 s |
| 5                  | Cadel Evans          | Australie       | 1 h 03 min 34 s |
| 6                  | Samuel Sánchez       | Espagne         | 1 h 04 min 37 s |
| 7                  | Svein Tuft           | Canada          | 1 h 04 min 39 s |
| 8                  | Michael Rogers       | Australie       | 1 h 04 min 46 s |
| 9                  | Stef Clement         | Pays-Bas        | 1 h 04 min 59 s |
| 10                 | Robert Gesink        | Pays-Bas        | 1 h 05 min 02 s |
| 11                 | Steve Cummings       | Grande-Bretagne | 1 h 05 min 07 s |
| 12                 | David Zabriskie      | États-Unis      | 1 h 05 min 17 s |
| DSQ                | Stefan Schumacher    | Allemagne       | 1 h 05 min 25 s |
| 13                 | Bert Grabsch         | Allemagne       | 1 h 05 min 26 s |
| 14                 | Vincenzo Nibali      | Italie          | 1 h 05 min 36 s |
| 15                 | Ryder Hesjedal       | Canada          | 1 h 05 min 42 s |
| 16                 | Rein Taaramäe        | Estonie         | 1 h 05 min 47 s |
| 17                 | Vladimir Karpets     | Russie          | 1 h 05 min 52 s |
| 18                 | Chris Anker Sørensen | Danemark        | 1 h 05 min 55 s |
| 19                 | Denis Menchov        | Russie          | 1 h 06 min 10 s |
| 20                 | Vasil Kiryienka      | Biélorussie     | 1 h 06 min 12 s |
| 21                 | Marzio Bruseghin     | Italie          | 1 h 06 min 20 s |
| 22                 | Kim Kirchen          | Luxembourg      | 1 h 06 min 29 s |
| 23                 | Andrey Mizourov      | Kazakhstan      | 1 h 06 min 32 s |
| 24                 | Santiago Botero      | Colombie        | 1 h 06 min 35 s |
| 25                 | Maxime Monfort       | Belgique        | 1 h 07 min 12 s |
| 26                 | László Bodrogi       | Hongrie         | 1 h 07 min 27 s |
| 27                 | Simon Špilak         | Slovénie        | 1 h 07 min 34 s |
| 28                 | Matej Jurčo          | Slovaquie       | 1 h 07 min 52 s |
| 29                 | Matías Médici        | Argentine       | 1 h 07 min 53 s |
| 30                 | David George         | Afrique du Sud  | 1 h 07 min 55 s |
| 31                 | Andriy Grivko        | Ukraine         | 1 h 08 min 01 s |
| 32                 | Brian Vandborg       | Danemark        | 1 h 08 min 10 s |
| 33                 | Przemysław Niemiec   | Pologne         | 1 h 08 min 43 s |
| 34                 | Hossein Askari       | Iran            | 1 h 08 min 46 s |
| 35                 | Raivis Belohvoščiks  | Lettonie        | 1 h 08 min 54 s |
| 36                 | Denys Kostyuk        | Ukraine         | 1 h 09 min 04 s |
| 37                 | Matija Kvasina       | Croatie         | 1 h 09 min 06 s |
| 38                 | Fumiyuki Beppu       | Japon           | 1 h 11 min 05 s |

## Liste des engagés
L'ordre de départ des coureurs suit l'ordre décroissant de leur dossard.
| - 1. Fabian Cancellara - 2. Stefan Schumacher - 3. Cadel Evans - 4. Alberto Contador - 5. Stef Clement - 6. Levi Leipheimer - 7. Gustav Larsson - 8. Kim Kirchen - 9. Vladimir Karpets - 10. Michael Rogers - 11. Marzio Bruseghin - 12. Santiago Botero - 13. Samuel Sánchez | - 14. Denis Menchov - 15. Bert Grabsch - 16. Chris Anker Sørensen - 17. László Bodrogi - 18. David Zabriskie - 19. Vincenzo Nibali - 20. Maxime Monfort - 21. Przemysław Niemiec - 22. Andrey Mizourov - 23. Ryder Hesjedal - 24. Andriy Grivko - 25. Rein Taaramäe - 26. Simon Špilak | - 27. Robert Gesink - 28. Raivis Belohvoščiks - 29. Brian Vandborg - 30. Steve Cummings - 31. Denys Kostyuk - 32. Matej Jurčo - 33. Vasil Kiryienka - 34. David George - 35. Matija Kvasina - 36. Svein Tuft - 37. Hossein Askari - 38. Fumiyuki Beppu - 39. Matías Médici |